# Lisiče
Lisiče (mazedonisch Лисиче) ist ein Dorf im zentralen Teil Nordmazedoniens, das zur Gemeinde Čaška gehört. Die nächstgelegene Stadt ist Veles. Durch das Dorf fließt die Topolka.

## Geschichte

Karte der Gemeinde Čaška in Nordmazedonien

Der Name des Dorfes leitet sich aus der slawischen Bezeichnung für Füchse (Lisica) ab. Die im Jahr 1885 erbaute orthodoxe Kirche im Dorf ist dem Hl. Nikolaus von Myra gewidmet.
In der französischsprachigen Statistik Ethnographie des Vilayets d'Andrinople, de Monastir et de Salonique zählte im Jahr 1873 Lisiče 27 Familien mit 122 Bulgaren auf. Laut der Statistik des Ethnographen Wassil Kantschow aus dem Jahr 1900 zählte Lisiče 595 Einwohner, davon 560 Bulgaren und 35 Türken.
Laut einem Geheimbericht des bulgarischen Konsulats in Skopje im Jahre 1902 erkannten 19 von 77 Haushalte des Dorfes das Ökumenische Patriarchat von Konstantinopel an. Laut dem Metropolit Polikarp von Debar und Veles existierten 1904 in Lisiče 22 serbische Haushalte.
Nach den Statistiken des Sekretärs des Exarchats Dimitar Mischew ("La Macedoine et sa Population Chrétienne") im Jahr 1905 lebten in Lisiče 464 bulgarische Exarchisten und 152 bulgarische, serbophile Patriarchisten, welche jeweils eine bulgarische und eine serbische Grundschule im Dorf mit 27 und 12 Schülern besaßen.
Im Zuge des Balkankrieges meldete sich 5 Dorfbewohner freiwillig bei der Makedonisch-Adrianopeler Landwehr, einem Freiwilligenverband der bulgarischen Armee.
1927 führte der deutsche Forscher Leonhard Schultze Lisiče auf seiner Karte Mazedoniens auf und ordnete es als ein bulgarisch-christliches Dorf auf.
Nach dem Zweiten Weltkrieg, im Zuge der Industrialisierung SFR Jugoslawiens ließen sich 50 Familien nach Skopje und 8 Familien in Veles nieder. Laut der letzten Volkszählung von 2002 lebten in Lisiče 159 Einwohner, allesamt Mazedonier.